# ويليام إس. هاميلتون
ويليام إس. هاميلتون (بالإنجليزية: William S. Hamilton)‏ هو عامل مناجم ومُحرِّر وسياسي أمريكي، ولد في 4 أغسطس 1797 في نيويورك في الولايات المتحدة، وتوفي في 9 أكتوبر 1850 في ساكرامنتو في الولايات المتحدة. انتخب عضو مجلس نواب إلينوي.